# 東帝汶重建全國大會黨
東帝汶重建全國大會黨（葡萄牙語：Congresso Nacional de Reconstrução de Timor，縮寫：CNRT，簡稱大會黨）是由東帝汶民主共和國第一任總統沙納納·古斯芒於2007年3月成立的政黨，總部位於首都狄力。

根據2007年東帝汶議會選舉結果，該黨獲得24.10％的得票率，僅次於東帝汶獨立革命陣線的29％，大會黨於國民議會中共取得18個席次。2007年7月6日，大會黨與帝汶社會民主協會（今東帝汶獨立革命陣線）、社會民主黨及民主黨組成聯盟，在國民議會中擁有最多席次。7月16日，時任東帝汶總統若澤·拉莫斯·奧爾塔表示，帝汶社會民主協會與大會黨領導的聯盟已在商討組建聯合政府，但最終談判失敗，國民議會議員於7月30日宣誓就職。但經過幾周的重新談判，拉莫斯·奧爾塔於8月6日宣布，由大會黨領導的聯盟組成政府，沙納納·古斯芒被任命為總理，但因帝汶社會民主協會被排除在外，造成該黨不滿，並揚言抵制國民議會，古斯芒對此則表示：
|  | 這個決定來自我的良心，而不是來自任何壓力 |

大會黨於2012年的選舉中取得多數席次，成為國民議會中的最大黨，2017年的選舉中，東帝汶獨立革命陣線以29.7%的得票率成為國民議會第一大黨，大會黨以29.5%的得票率退居第二。
2018年，大會黨與人民解放黨和帝汶人民團結繁榮黨組成的改革進步聯盟於選舉中，贏得國民議會過半數席次，取代東帝汶獨立革命陣線（革陣）的執政地位。

## 選舉結果

### 總統選舉
| 選舉   | 圖片                                      | 候選人             | 得票數  | ％      | 得票數  | ％      | 選舉結果 |
| 選舉   | 圖片                                      | 候選人             | 第一輪  | 第一輪  | 第二輪  | 第二輪  | 選舉結果 |
| ------ | ----------------------------------------- | ------------------ | ------- | ------- | ------- | ------- | -------- |
| 2022年 | 2022-04-19 José Ramos-Horta (cropped).jpg | 若澤·拉莫斯·奧爾塔 | 303,477 | 46.56％ | 397,145 | 62.09％ | 當選     |

### 議會選舉
| 選舉   | 總席次  | 總得票數 | 得票率  | 選舉結果           | 領袖          |
| ------ | ------- | -------- | ------- | ------------------ | ------------- |
| 2007年 | 18 / 65 | 100,175  | 24.10％ | ▲ 18席；執政聯盟   | 沙納納·古斯芒 |
| 2012年 | 30 / 65 | 172,831  | 36.66％ | ▲ 12席；執政聯盟   | 沙納納·古斯芒 |
| 2017年 | 22 / 65 | 167,330  | 29.46％ | ▼ 8席              | 沙納納·古斯芒 |
| 2018年 | 34 / 65 | 309,663  | 49.58％ | ▼ 1席 改革進步聯盟 | 沙納納·古斯芒 |

## 外部連結
- 東帝汶重建全國大會 （页面存档备份，存于）（英文）